# Методи виховання
Методи вихов́ання — шляхи і способи взаємопов'язаної діяльності вихователів і вихованців, спрямованої на досягнення виховних цілей.
Існує ще кілька визначень методів виховання. Одні вчені цим терміном називають шляхи дослідження виховних цілей (І. П. Подласий, Г. П. Волкова, В. П. Галузяк, М. І. Сметанський, В. І. Шахов); другі — способи взаємозв'язаної діяльності вчителя і вихованців, спрямованої на формування у вихованців поглядів, переконань, навичок і звичок поведінки (Г. І. Щукіна, М. М. Фіцула); треті — виховний «інструментарій» (А. С. Макаренко, О.Вишневський). Польський вчений Войцех Соборекі ототожнює виховання із «мистецтвом відкритого спілкування» і вважає, що воно не вкладається в поняття «методів».

## Історія поняття
Загалом методи (від гр.metodos — шлях дослідження, пізнання) — способи теоретичного і практичного освоєння дійсності. Довгий час у педагогіці не було чітко окресленої системи методів виховання. Але з плином часу почали формуватися певні методологічні підходи до здійснення виховного процесу.
Вперше поняття «методи виховання» зявилося в роботах німецького педагога Йоганна Фрідріха Гербарта, з іменем якого зв'язують формування методики авторитарного виховання. Він вважав, що діти від народження мають так звану «дику пустотливість», тому він наполягав на необхідності стримувати поведінкові прояви дітей, використовувати при цьому радив вказівки, зауваження, навіювання, звинувачення та інші засоби покарання та осудження (зокрема, вчинки записувались у кондуїт - спеціальний журнал-щоденник, також педагог схвалював фізичне покарання). Йоганн Фрідріх Гербарт вважав, що методи виховання, засновані на доброзичливих відносинах між дітьми і педагогами, доцільно використовувати лише на пізніх етапах виховної роботи.
У Росії прихильником методики авторитарного виховання був Красовський, який в 1859 р. випустив книгу Закони виховання. Вроджені аморальні схильності, на його думку, можна пристосувати до моральних вимог суспільства тільки на основі безумовного підпорядкування, використовуючи для цього заходи примусу і покарання.
В радянський час професор Н. Д. Виноградов теж схилявся до методів авторитарного виховання, вважаючи, що виховувати дітей можна тільки шляхом придушення їхньої жвавості і безладної поведінки. Саме він є автором широко використовуваного терміну «заходи педагогічного впливу».
Але з давніх часів у педагогіці існували й розроблялись ідеї і про те, в основі процесу виховання має бути гуманне ставлення до дітей, у яких має бути повна свобода. У XVIII столітті французький просвітитель Жан-Жак Руссо створив теорію «вільного виховання». У книзі "Еміль, або Про виховання" він стверджував, що виховання має пристосовуватись до розвитку дитини, тому що всі діти від народження досконалі. Центральним сегментом виховної роботи мають бути інтереси і намагання дитини. Як методи виховання слід використовувати роз'яснювальні бесіди, поради, переконання, різні форми доброзичливих умовлянь, включені у різнобічну і цікаву діяльність.
Рішуче виступали за подолання авторитаризму у вихованні та за надання йому справді гуманістичної спрямованості радянські педагоги на початку ХХ століття. Більшість педагогів (Н. К. Крупська, С. Т. Шацький, А. С. Макаренко) стверджували, що виховання не є засобом впливу на дитину, а в першу чергу виступає організацією різнобічної учнівської діяльності, є розумною і змістовною організацію їхнього життя і різносторонньої діяльності.
Теорію виховання у 20-х роках ХХ століття збагатили російські педагоги П. П. Блонський та С. Т. Шацький, які висунули ідею внутрішнього стимулювання учнів у процесі виховання і рекомендували застосувати щоденне вправляння в поведінці, позакласне читання, приклад дорослих. У статті «Як ми вчимо» С. Т. Шацький зазначав що порушення дисципліни в дитячому середовищі спричинене відсутністю у дітей цікавої справи. «Атмосфера зайнятості, та ще цікавою справою, якщо вона збуджується звичним чином, створює гарну робочу обстановку, в якій кожен випад у бік безладу буде неприємний навіть для самих дітей».
В основі методів виховання — ідеї гуманності виховання, поваги до дітей і турботи про їхній всебічний розвиток.

## Класифікації методів виховання
Структуровану за певною ознакою систему методів називають класифікацією. В сучасній педагогіці існують десятки класифікацій методів виховання, спрямованих на вирішення як теоретичних, так і практичних завдань. В основі всіх класифікацій є визначені загальні основи та виділені ознаки для групування об'єктів, що є предметом класифікації. Тож завдяки класифікації педагог може чітко уявити систему методів виховання у єдності з їхнім призначенням, характерними ознаками та модифікаціями.
У педагогічній літературі можна знайти опис великої кількості методів, що дозволяють досягати практично будь-яких цілей. Відомі десятки класифікацій, одні з яких більше придатні для вирішення практичних завдань, а інші представляють лише теоретичний інтерес. Методів і особливо різних версій (модифікацій) методів накопичено близько 4 тисяч, але серед них є 15 універсальних — таких, що найбільш активно застосовують у виховній роботі вчителі та класні керівники. Найбільш часто в основі класифікації методів виховання лежить спрямованість на сфери особистості (емоційно-вольову, інтелектуальну, поведінково-діяльнісну):
1. Н. І. Болдирев, Н. К. Гончаров, Ф. Ф. Корольов — переконання,заохочення, вправляння, покарання.
2. Т. А. Ільїна, І. Т. Огородников — переконання, стимулювання поведінки, організація діяльності учнів.
3. Н. Є. Мойсеюк — методи усвідомлення цінностей суспільства, організації діяльності та формування досвіду суспільної поведінки, стимуляції діяльності й поведінки, педагогічної підтримки.
4. Г. І. Щукіна — методи формування суспільної свідомості, методи формування суспільної поведінки, методи стимулювання, методи самовиховання.
5. І. С. Мар'єнко, М. Д. Ярмаченко — пояснювально-репродуктивний метод, проблемно-ситуаційні методи, привчання і вправляння, стимулювання, гальмування, керівництво самовихованням учнів.

Однією з найпоширеніших є класифікація В. О. Сластьоніна,згідно з якою методи виховання поділяються на такі групи:
1. методи формування свідомості особистості (бесіда, лекція, дискусія, переконання, навіювання, приклад) — в основі лежить слово педагога;

— Бесіда — метод виховання та отримання інформації про особистість за допомогою безпосереднього словесного спілкування.
— Лекція — розгорнутий, системний виклад у доступній формі певної соціально-політичної, моральної, естетичної проблеми.
— Дискусійні методи (диспут, дискусія) створюють умови для висловлення власних поглядів і переконань, зіставлення їх з позиціями опонентів, обстоювання своєї думки.
Диспут — вільний, жвавий обмін думками, колективне обговорення питань, що хвилюють його учасників.
Дискусія — метод групового обговорення проблеми з метою з ́ясування істини шляхом зіставлення різних думок.
— Переконання — метод виховного впливу, за допомогою якого вихователь звертається до свідомості, почуттів, життєвого досвіду дітей з метою формування свідомого ставлення до дійсності і норм поведінки.
2. методи організації діяльності, спілкування, формування позитивного досвіду суспільної поведінки (привчання, тренування, педагогічна вимога, громадська думка, виховуючі ситуації) — ґрунтуються на практичних діях вихованців.
3. методи стимулювання діяльності і поведінки (гра, змагання, заохочення, покарання гра) — спираються на емоційні аспекти засобів стимулювання та є стимулами, що сприяють ефективному використанню методів двох попередніх груп.
4. методи самовиховання (самопізнання, самоусвідомлення, саморегуляція).
В основу класифікації Ю. К. Бабанського покладено функції, які виконують методи виховання у формуванні особистості. Учений виділив такі групи методів:
- методи формування свідомості (бесіда, лекція, диспут);
- методи формування суспільної поведінки (метод прикладу, педагогічна вимога, громадська думка, вправляння, привчання, доручення);
- методи стимулювання діяльності й поведінки (змагання, заохочення, покарання);
- методи контролю й аналізу ефективності виховання (педагогічне спостереження, бесіда, опитування, анкетування, аналіз результатів діяльності).

Методи виховання поділяють на загальні (можна застосовувати до всіх напрямків виховання) та часткові (ті, які ефективні лише для одного чи кількох із напрямків).
Можна класифікувати також за ступенем розповсюдженості: традиційні, стандартні, загальновідомі
і нестандартні, нетрадиційні, авторські.

## Зв'язок методів із прийомами та засобами виховання
Методи виховання складаються з елементів — прийомів виховання, які потрібні для того, щоб підвищити ефективність методів. Методи і прийоми — нероздільні поняття, вони є певними інструментами в діяльності учителя чи вихователя, але їх ефективність, дієвість має пряму залежність від того, які виховні засоби використовуються.
Засоби виховання — це надбання матеріальної та духовної культури. Засобами виховання можна вважати все, що оточує людину в навколишній дійсності і що використане вчителем для досягнення мети виховання. Це художня чи наукова література, мас-медіа (телебачення, Інтернет, радіо), предмети кіномистецтва, шедеври образотворчого, музичного чи інших видів мистецтва тощо.
Під час використання певного методу задіюють різні види виховної роботи та форми (конференції, бесіди, збори, подорожі, ток-шоу, віртуальні екскурсії, гуртки, ігри, спортивні змагання та ін.) Створення умов та стимулювання потреби в самовихованні — це те, до чого вихователь прагне під час здійснення виховної діяльності. Тому праця учня над собою є обов'язковим елементом виховного процесу. А ще до засобів виховання відносимо надбання культури, національний спадок (народні пісні, обряди, традиції, звичаї, казки, легенди та ін.).

## Загальні фактори, що визначають вибір методів виховання
- цілі і задачі виховання;
- зміст виховання;
- рівень сформованості колективу;
- вікові особливості вихованців, а також її особистісні, індивідуальні особливості;
- умови, у яких відбувається процес виховання (матеріальні, санітарно-гігієнічні, психофізіологічні тощо);
- засоби виховання (наочні посібники, ЗМІ, різні види діяльності:трудова, ігрова, навчальна; педагогічна техніка вихователя: мова, міміка, жести, рухи тощо);
- рівень педагогічної кваліфікації вихователя;
- регламент часу (при необхідності досягти цілей в обмежений час використовують «сильнодіючі» методи (що містять примус, покарання), але у сприятливих умовах застосовують «зберігаючі» методи виховання (поступове приучення чи умовляння);
- очікувані наслідки.

## Правила вибору методів виховання
- в основі стосунків педагога та вихованців - гуманізм;
- еластичність та гнучкість застосування методів;
- відповідність обраного методу умовам, у яких його можна застосувати;
- задум, не підкріплений засобами, є марним;
- логічна завершеність методу;
- творчість, варіативність, ухід від шаблонності;
- урахування стилю педагогічних відносин та характеру діяльності, яку викличе цей метод;
- передбачення психологічного, емоційного стану вихованців в той час, коли будуть застосовуватися методи.